# Јован Константинович Романов
Јован Константинович Романов (рус. Иоанн Константинович Романов; Павловск, 23. јун/5. јул 1886 – Алапајевск, 18. јул 1918) је био кнез императорске крви, син великог кнеза генерала Константина Константиновича и праунук императора сверуског Николаја I Павловича Романова, носилац Ордена Светог Георгија.

## Биографија

### Рани живот
Рођен је 23. јуна/5. јула 1886. године у Павловску, као син великог кнеза Константина Константиновича, унука императора сверуског Николаја I Павловича Романова. Имао је сестру Веру Константиновну. Добио је титулу кнеза императорске крви.
Иако је постојала могућност да се замонаши, заљубио се и оженио кнегињом Јеленом Карађорђевић, кћерком краља Петра I. Венчање је одржано 2. септембра 1911. године. Имали су двоје деце: Всеволода Јовановича Романова (20. јануар 1914 - 18. јун 1973) и Екатерину Јовановну Романов (12. јул 1915 - 13. март 2007), која је последњи члан династије Романов рођен у Русији пре револуције.

### Револуција и смрт
Кнез Јован Константинович се борио у Првом светском рату, а налазио се на фронту када је избила Октобарска револуција 1917. године.
Бољшевичке власти су га у априлу 1918. године, протерале на Урал. Убијен је у рударском окну код Алапајевска, заједно са неколико рођака. Његово тело је било сахрањено на гробљу Руске православне мисије у Пекингу, које је уклоњено 1986. године због изградње парка.

## Одликовања
- Орден Светог апостола Андреја Првозваног (1907)
- Орден Светог Александра Невског (1907)
- Орден Белог орла (Руска Империја) (1907)
- Орден Свете Ане 1. степена (1907)
- Орден светог Станислава 1. степена (1907)
- Орден Светог Владимира 4. степена (6. октобар 1914)
- Орден Светог Георгија (14. октобар 1914)